# Pedro Valdjiu
Pedro Valdoleiros (Valdjiu) ( 22 de Janeiro de 1975, Lisboa) é um músico, visionário utópico e agente de regeneração cultural. 
Licenciado em cinema, deu aulas, produziu vários documentários, vídeos de dança e vídeo clips para diversas bandas. Criou a banda sonora da peça "Around One", estreada na Gulbenkian e editada em vinil e participou com o filme "Ono Zone" numa das edições do Fantasporto.  
    Em 1995, ainda na faculdade, formou os Blasted Mechanism. A sua energia trouxe ao projeto a intensidade e irreverência que marcaram gerações e que os levaram aos maiores palcos do mundo. 
     De Portugal ao Reino Unido, do México à China, passando pela República Checa, guiou a banda em festivais como Glastonbury, Fusion Festival ou Vive Latino, partilhando o palco com artistas como Linkin Park, Pearl Jam, Marilyn Manson, entre outros. 
       Valdjiu estudou música clássica, Jazz no HotClub e atuou ainda como baixista no conjunto Montecara.
        É um dos responsáveis pelo projeto toolateman studios, um coletivo de produção, pesquisa e aconselhamento musical que conta já com mais de 20 anos de existência. 
          Os seus instrumentos musicais são também uma das suas imagens de marca. Introduzido à vida de lutier por um inglês experiente, Valdjiu quis ir mais além: projetou, desenhou em construiu instrumentos como o "Bambuleco" e a "Kalachacra", que combinam a guitarra convencional à guitarra portuguesa, ao banjo, sintetizadores e outros instrumentos com origens orientais numa peça de 3 braços com configurações muito próprias. 
        Projetou também o primeiro álbum de música com tecnologia de realidade aumentada integrada na capa, do mundo, valendo-lhe o prémio disco de ouro. 
     Em 2009, e como celebração do seu primeiro concerto no Coliseu dos recreios, associou-se à Querqus para reflorestar a ilha da Lezíria Grande, em Vila Franca de Xira, plantando mais de 4 mil árvores. 
      Mais tarde, em 2012, foi signatário do manifesto contra a barragem de Foz Tua, ao lado de mais de 40 outras figuras públicas. 
         No ano de 2008, em conjunto com Rita Seixas, criou o projeto "Escola da Terra", uma iniciativa que segue a pedagogia Waldorf, baseada na Antoposofia de Rudolf Steiner, com o intuito de cuidar as necessidades de cada criança, encorajando a criatividade e a liberdade de pensamento, tendo sempre em conta as fases de desenvolvimentos dos alunos, nutrindo a sua vida interior. Este é um projeto que tem as mãos dadas com a comunidade, os pais e a região. Atualmente, já com mais de 11 anos de existência, esta é, para além da escola mais ocidental da europa, um dos únicos 4 estabelecimentos de ensino de pedagogia Waldorf em Portugal.  
      Ainda no mesmo ano e sempre à procura de fazer parte de um movimento internacional de educação, transformação cultural, territorial e social, fundou mais um projeto, desta vez o "Terra Alta Educational Center". Depois de se certificar como professor de permacultura da "UK Association of permaculture" e absorver os conhecimentos de figuras como Sepp Holzer ou David Holmgran, era a sua vez de levar a permacultura às pessoas. Doze anos depois são já centenas os alunos que por ele passaram, através dos PDC's (Permaculture Design Courses) e de todo um leque de experiências que colocam os aprendizes em conexão com a natureza, tornando-se eles mesmos agentes regeneradores. 
         Valdjiu procura com tudo o que faz, criar uma consciencialização global, tentando implementar conceitos como o de Bioregião (matéria no qual é bastante ativo), off-the-grid living (um estilo de vida projetado para ser independente e auto sustentável) e economia regenerativa. 